# Barra de progrés

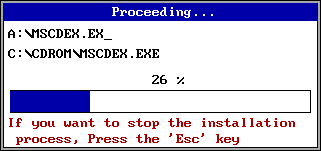
Un quadre de missatge de Windows 3.1 amb una barra de progrés

Una barra de progrés animada senzilla

Una barra de progrés és un element de control gràfic que s'utilitza per visualitzar la progressió d'una operació estesa de l'ordinador, com ara una descàrrega, transferència de fitxers o instal·lació. De vegades, el gràfic va acompanyat d'una representació textual del progrés en un format de percentatge. També es pot considerar que el concepte inclou "barres de reproducció" als reproductors multimèdia que fan un seguiment de la ubicació actual durant la durada d'un fitxer multimèdia.

Una barra de progrés indeterminada

Un desenvolupament més recent és la barra de progrés indeterminada, que s'utilitza en situacions en què es desconeix l'abast de la tasca o el progrés de la tasca no es pot determinar d'una manera que es podria expressar com a percentatge. Aquesta barra utilitza el moviment o algun altre indicador (com ara el patró d'un pal de barber ) per mostrar que s'està produint un progrés, en lloc d'utilitzar la mida de la part plena per mostrar la quantitat total de progrés, fent-lo més semblant a un palpitant que a una barra de progrés. També hi ha indicadors de progrés indeterminats, que no tenen forma de barra.

## Història
El concepte de barra de progrés es va inventar abans de la informàtica digital. L'any 1896 Karol Adamiecki va desenvolupar una carta anomenada harmoniograma, però més coneguda avui com a diagrama de Gantt. Adamiecki no va publicar la seva carta fins al 1931, però, i llavors només en polonès. Per tant, la carta ara porta el nom d' Henry Gantt (1861–1919), que va dissenyar la seva carta al voltant dels anys 1910–1915 i la va popularitzar a l'oest.
Adoptant el concepte a la informàtica, la primera barra de progrés gràfic va aparèixer a la tesi doctoral de Mitchell Model de 1979, Monitoring System Behavior in a Complex Computational Environment.  El 1985, Brad Myers va presentar un article sobre "indicadors de progrés per cent fets" en una conferència sobre interaccions ordinador-humans.

## Percepció

Una barra de progrés com a disc

La investigació de Myers va implicar el fet de demanar a la gent que fessin cerques a bases de dades, algunes amb una barra de progrés i altres sense. Els que van esperar mentre miraven una barra de progrés van descriure una experiència global més positiva. Myers va concloure que l'ús d'una barra de progrés reduïa l'ansietat i era més eficient.
Normalment, les barres de progrés utilitzen una funció lineal, de manera que l'avanç d'una barra de progrés és directament proporcional a la quantitat de treball que s'ha completat. Tanmateix, la variació del disc, la memòria, el processador, l'amplada de banda i altres factors compliquen aquesta estimació. En conseqüència, les barres de progrés sovint presenten comportaments no lineals, com ara acceleració, desacceleració i pauses. Aquests comportaments, juntament amb la percepció no lineal dels humans del pas del temps, produeixen una percepció variable del temps que triguen les barres de progrés a completar-se.  Això també significa que les barres de progrés es poden dissenyar per "sentir" més ràpidament.
De vegades, per mostrar el progrés d'una operació especialment llarga, com durant la instal·lació del programa o quan es copien molts fitxers alhora, les aplicacions recorren a mostrar dues barres de progrés alhora, una per a l'operació en conjunt i l'altra per indicar el progrés de les subtasques identificades, com ara la instal·lació d'un únic component o la còpia d'un fitxer individual.
Finalment, també s'ha demostrat que el disseny gràfic de les barres de progrés influeix en la percepció de la durada dels humans.